# Välkommen in
„Välkommen in” – ósmy singel szwedzkiej piosenkarki Veroniki Maggio, który został wydany w 2011 roku przez Universal Music Group. Singel został umieszczony na albumie Satan i gatan.

## Lista utworów
- Digital download (6 czerwca 2011)

1. „Välkommen in” (Radio Edit) – 3:13
2. „Välkommen in” (Instrumental Version) – 3:35

## Notowania na listach przebojów
| Kraj    | Lista (2011/2012) | Najwyższa pozycja |
| ------- | ----------------- | ----------------- |
| Szwecja | Top 60 Singles    | 2                 |